# Halowe Mistrzostwa Świata w Lekkoatletyce 1989 – bieg na 60 m kobiet

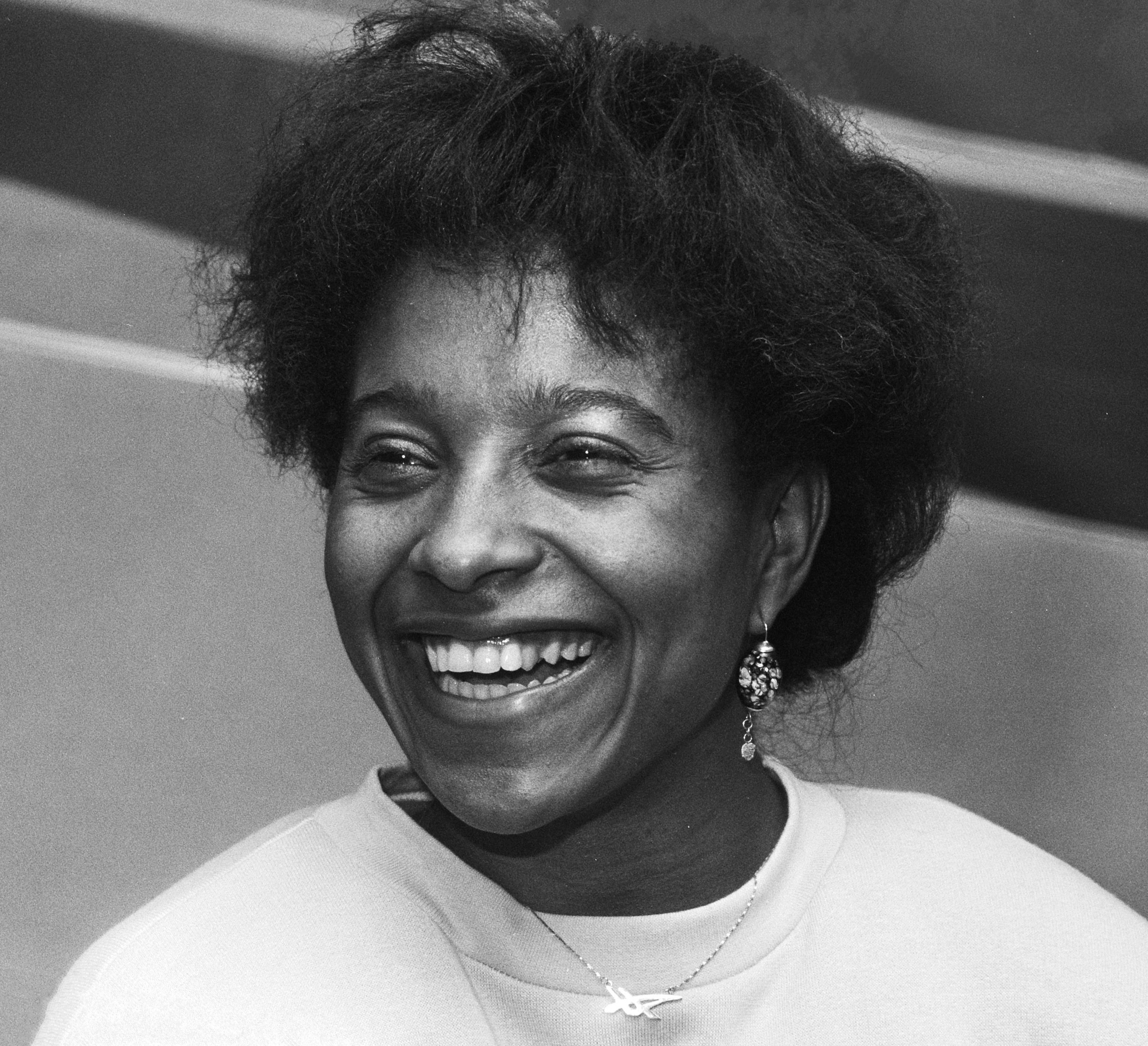
Nelli Cooman

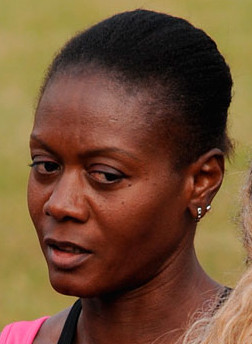
Merlene Ottey

Bieg na 60 metrów kobiet – jedna z konkurencji biegowych rozgrywanych podczas halowych mistrzostw świata w  hali Sport Csárnok w Budapeszcie. Eliminacje, półfinały i bieg finałowy zostały rozegrane 3 marca 1989. Zwyciężyła reprezentantka Holandii Nelli Cooman, która tym samym obroniła tytuł zdobyty dwa lata wcześniej w Indianapolis. W finale ustanowiła rekord mistrzostw z czasem 7,05 s.  

## Rezultaty

### Eliminacje
Rozegrano 5 biegów eliminacyjnych, do których przystąpiły 23 biegaczki. Awans do półfinałów wywalczyły zwyciężczynie biegu eliminacyjnego (Q) oraz siedem zawodniczek z najlepszymi czasami wśród przegranych (q).
Opracowano na podstawie materiału źródłowego.

#### Bieg 1
| Miejsce | Zawodniczka    | Czas | Uwagi |
| ------- | -------------- | ---- | ----- |
| 1       | Nelli Cooman   | 7,17 | Q     |
| 2       | Liliana Allen  | 7,28 | q     |
| 3       | Méryem Oumezdi | 7,64 | [ 1 ] |
| 4       | Sibel Dündar   | 7,93 |       |

#### Bieg 2
| Miejsce | Zawodniczka     | Czas | Uwagi |
| ------- | --------------- | ---- | ----- |
| 1       | Merlene Ottey   | 7,30 | Q     |
| 2       | Sisko Hanhijoki | 7,34 | q     |
| 3       | Sabine Tröger   | 7,39 | q     |
| 4       | Orit Kolodni    | 7,80 |       |
| 5       | Sara Rossini    | 8,18 | [ 1 ] |

#### Bieg 3
| Miejsce | Zawodniczka           | Czas | Uwagi |
| ------- | --------------------- | ---- | ----- |
| 1       | Nadieżda Roszczupkina | 7,27 | Q     |
| 2       | Michelle Finn         | 7,29 | q     |
| 3       | Eusebia Riquelme      | 7,40 | q     |
| 4       | Keturah Anderson      | 7,59 |       |
| 5       | Kinah Chikontwe       | 8,38 | [ 1 ] |

#### Bieg 4
| Miejsce | Zawodniczka    | Czas | Uwagi |
| ------- | -------------- | ---- | ----- |
| 1       | Gwen Torrence  | 7,22 | Q     |
| 2       | Ulrike Sarvari | 7,31 | q     |
| 3       | Wula Patulidu  | 7,49 | q     |
| 4       | Éva Barati     | 7,50 |       |
| 5       | Elma Muros     | 7,54 |       |

#### Bieg 5
| Miejsce | Zawodniczka       | Czas | Uwagi |
| ------- | ----------------- | ---- | ----- |
| 1       | Laurence Bily     | 7,31 | Q     |
| 2       | Lalao Ravaonirina | 7,55 | [ 1 ] |
| 3       | Éva Hargitai      | 7,68 |       |
| 4       | Diana Yankey      | 7,79 | [ 1 ] |

### Półfinały
Rozegrano 2 biegi półfinałowe, w których wystartowało 12 biegaczek. Awans do finału dawało zajęcie jednego z trzech pierwszych miejsc w swoim biegu (Q).
Opracowano na podstawie materiału źródłowego.

#### Bieg 1
| Miejsce | Zawodniczka     | Czas | Uwagi |
| ------- | --------------- | ---- | ----- |
| 1       | Nelli Cooman    | 7,09 | Q     |
| 2       | Liliana Allen   | 7,15 | Q,    |
| 3       | Laurence Bily   | 7,17 | Q,    |
| 4       | Sisko Hanhijoki | 7,28 |       |
| 5       | Michelle Finn   | 7,30 |       |
| 6       | Wula Patulidu   | 7,47 |       |

#### Bieg 2
| Miejsce | Zawodniczka           | Czas | Uwagi |
| ------- | --------------------- | ---- | ----- |
| 1       | Gwen Torrence         | 7,10 | Q,    |
| 2       | Merlene Ottey         | 7,13 | Q     |
| 3       | Ulrike Sarvari        | 7,24 | Q     |
| 4       | Eusebia Riquelme      | 7,25 | [ 3 ] |
| 5       | Nadieżda Roszczupkina | 7,27 |       |
| 6       | Sabine Tröger         | 7,57 |       |

### Finał
Opracowano na podstawie materiału źródłowego.
| Miejsce | Zawodniczka    | Czas | Uwagi |
| ------- | -------------- | ---- | ----- |
| 1       | Nelli Cooman   | 7,05 | [ 5 ] |
| 2       | Gwen Torrence  | 7,07 | [ 5 ] |
| 3       | Merlene Ottey  | 7,10 | =     |
| 4       | Liliana Allen  | 7,16 |       |
| 5       | Laurence Bily  | 7,19 |       |
| 6       | Ulrike Sarvari | 7,29 |       |